# Ourique (freguesia)
Pour les articles homonymes, voir Ourique (homonymie).
Ourique est une paroisse civile portugaise (en portugais : freguesia) de la municipalité du même nom dans le district de Beja.

## Géographie
La paroisse d'Ourique correspond au centre urbain de la municipalité du même nom. Elle est arrosée par deux fleuves importants : le Sado, qui prend sa source sur le territoire de la paroisse à l'ouest de la ville d'Ourique, et le Mira, qui sépare Ourique de Santana da Serra au sud.

## Démographie
Lors du recensement de 2021, Ourique compte 2 804 habitants. Elle comprend ainsi la majorité de la population de la municipalité d'Ourique, qui réunit 4 839 habitants sur 4 paroisses.